# Contea di Clark (Ohio)
La contea di Clark ( in inglese Clark County ) è una contea dello Stato dell'Ohio, negli Stati Uniti. La popolazione al censimento del 2000 era di 144 742 abitanti. Il capoluogo di contea è Springfield.